# プロビデンス郡区 (アイオワ州ブエナビスタ郡)
プロビデンス郡区は、アメリカ合衆国、アイオワ州、ブエナビスタ郡にある16の郡区の一つである。2000年の国勢調査で、人口は316人だった。

## 地理
プロビデンス郡区は、92.9平方キロメートル（35.86平方マイル)で、組み込まれている自治体(incorporated settlements)はない。